# Distrito electoral de North Bluff (condado de Lancaster, Nebraska)
North Bluff (en inglés: North Bluff Precinct) es un distrito electoral ubicado en el condado de Lancaster en el estado estadounidense de Nebraska. En el Censo de 2010 tenía una población de 715 habitantes y una densidad poblacional de 8,43 personas por km².

## Geografía
North Bluff se encuentra ubicado en las coordenadas 40°55′18″N 96°36′54″O / 40.92167, -96.61500. Según la Oficina del Censo de los Estados Unidos, North Bluff tiene una superficie total de 84.77 km², de la cual 84.05 km² corresponden a tierra firme y (0.85%) 0.72 km² es agua.

## Demografía
Según el censo de 2010, había 715 personas residiendo en North Bluff. La densidad de población era de 8,43 hab./km². De los 715 habitantes, North Bluff estaba compuesto por el 98.74% blancos, el 0.14% eran afroamericanos, el 0.56% eran amerindios, el 0% eran asiáticos, el 0% eran isleños del Pacífico, el 0% eran de otras razas y el 0.56% pertenecían a dos o más razas. Del total de la población el 1.26% eran hispanos o latinos de cualquier raza.